# Hotonnes
Hotonnes korábbi község (település) Franciaországban, Ain megyében. 2016. január 1-jén Le Grand-Abergement, Le Petit-Abergement és Songieu községekkel egyesült és delegált községként Haut Valromey új község része lett.
Lakosainak száma 272 fő (2018. január 1.). Hotonnes Billiat, Le Grand-Abergement, Lhôpital, Ruffieu és Songieu községekkel határos.

## Népesség
A település népességének változása:
| Lakosok száma | 322  | 266  | 233  | 268  | 295  | 300  | 300  | 727  | 294  | 272  |
|               | 1962 | 1968 | 1975 | 1990 | 1999 | 2008 | 2013 | 2016 | 2017 | 2018 |